# Автобусный парк № 5 (Киев)
Автобусный парк № 5 (сокращенно АП 5) — открыт в 1967 году, по адресу улица Мрии, 21. Ранее носил названия: АТП-13032 (до 2001 года), АТП-33032, АТП-09125.
Парк насчитывает 237 машин (состоянием на 1 июня 2018 года) из которых на маршруты выходят 154. Парк обслуживает правобережную часть Киева, преимущественно маршруты Подольского, Шевченковского, Святошинского районов Киева.
Парк принимает участие в обслуживании автобусных коммунальных, таксомоторных и пригородных маршрутах, а также на специальных маршрутах.
С 19 мая 2015 года в связи с закрытием автобусного парка №1 автобусные маршруты №2, 5, 7, 9, 56, 69, а также маршрутное такси №208 были переданы на обслуживание в автобусный парк №5 с подвижным составом.
2 марта 2017 года был введен автобусный маршрут №119: ул. Касияна — Контрактовая площадь.
23 марта 2018 года в автобусный парк №5 был передан на временное обслуживание автобусный маршрут №88: ул. Северная - Рыбальский полуостров. Ранее автобусный маршрут №56 был передан на обслуживание в автобусный парк №8 с подвижным составом в виде 5 автобусов МАЗ 107 и одного автобуса МАЗ 203.069.
18 августа 2018 года в связи с реконструкцией путепровода у станции метро   «Шулявская», временно продлевается автобусный маршрут №2 до улицы Шолуденка.
24 сентября 2018 года маршрутное такси №166 было передано на обслуживание в автобусный парк №8.
19 ноября 2018 года маршрутные такси №208 и №228 переданы на обслуживание в автобусный парк №8.
12 декабря 2018 года маршрутные такси №182 и №537 переданы на обслуживание в автобусный парк №8.
С февраля 2019 года прекращены обслуживания пригородных маршрутов №№ 373 и 774.
19 декабря 2020 года автобусные маршруты №5 и №7 переданы на обслуживание в автобусный парк №8.
19 июня 2021 года автобусный маршрут №12 передан на обслуживание в автобусный парк №8.
14 октября 2021 года автобусный маршрут №7 переданы на обслуживание в автобусный парк №5. ЛАЗ-5208

## Подвижной состав
На сегодняшний день используется подвижной состав:
—-
Ранее в парке эксплуатировались такие автобусы:
- Икарус 280 ; До 1985 года.
- ЛАЗ А141; До 1985 года.
- ЛАЗ-42021 ; До 1985 года.
- ЛАЗ 5252 ; До 1985 года.
- ЛАЗ 695 ; До 1985 года.
- ЛАЗ 699 ; До 1985 года.
- ЛиАЗ-5256 ; Эксплуатировался с 1995 года по 1998 год в качестве автобуса служебника. И всё.

## Маршруты

### Коммунальные маршруты
Автобусный парк №5 обслуживает 19 коммунальных маршрутов. А именно:

### Закрытые и переданные маршруты[5][6]
| №   | Начальный пункт                          | Конечный пункт                         | Маршрут | Примечание         |                                      |
| --- | ---------------------------------------- | -------------------------------------- | --- | ------------------ | ------------------------------------ |
| 7   | Львовская площадь                        | Железнодорожный вокзал «Центральный»   | ул. Бульварно-Кудрявская - площадь Победы - ул. Жилянская/ул. Саксаганского - ул. Симона Петлюры | Работает по будням |                                      |
| 9   | ул. Булгакова                            | Станция метро «Лукьяновская»           | ул. Булгакова - ул. Симиренко - ул. Владимира Покотило/бульв. Кольцова - просп. Леся Курбаса - просп. Космонавта Комарова - бульв. Вацвала Гавела - ул. Николая Василенко - ул. Дегтяревская - ул. Довнара-Запольского - ул. Белорусская |                    |                                      |
| 14  | Станция метро «Нивки»                    | Лесорассадник                          | ул. Даниила Щербакивского - площадь Валерия Марченка - ул. Стеценко |                    |                                      |
| 23  | ул. Салютная                             | ул. Симиренко                          | ул. Академика Туполева/ул. Даниила Щербакивского - просп. Победы = Кольцевая дорога - просп. Леся Курбаса - бульв. Кольцова/ул. Зодчих - ул. Симиренко |                    |                                      |
| 30  | Станция метро «Академгородок»            | Пуща-Водица(санаторий «Лесная поляна») | просп. Академика Паладина - ул. Городская - ул. Федора Максименка - ул. Николая Юнкерова - ул.Квитки Цисык - 7-я Линия |                    |                                      |
| 31  | Станция метро «Политехнический институт» | ул. Татарская                          | ул. Богдана Гаврилишина/ул. Шолуденка - ул.Довнара Запольского - ул. Дегтярьовская-яул. Белорусская - ул. Деревлянская - ул. Мельникова - ул. Академика Ромоданова/ул. Герцена - ул. Овруцкая - ул. Нагорная - ул. Половецкая |                    |                                      |
| 32  | Станция метро «Нивки»                    | Минский массив                         | ул. Даниила Щербакивского - площадь Валерия Марченка - ул.Маршала Гречка - ул. Северо-Сырецкая - ул. Белицкая - ул. Вышгородская - площадь Тараса Шевченка - ул. Полярная - просп. Маршла Рокоссовского - Диагностический центр - ул. Юрия Кондратюка |                    |                                      |
| 37  | Станция метро «Святошин»                 | ж/м «Западный»                         | просп. Победы - Брест-Литовское шоссе - ул. Бударина - ул. Грушевского |                    |                                      |
| 37а | Станция метро «Святошин»                 | с/к «Чайка»                            | просп. Победы - Брест-Литовское шоссе - ул. Чайки |                    |                                      |
| 47  | Станция метро «Нивки»                    | Станция метро «Дорогожичи»             | ул. Даниила Щербакивского - ул. Ружинская - ул. Януша Корчака - ул. Саратовская - ул. Стеценко - ул. Академика Щусева |                    |                                      |
| 53  | Станция метро «Контрактовая площадь»     | Рыбальский полуостров                  | ул. Верхний Вал/ул. Нижний Вал - ул. Набережно Луговая - ул. Электриков |                    |                                      |
| 57  | Станция метро «Академгородок»            | Авторынок «Чапаевка»                   | Большая Кольцевая дорога - ул. Академика Заболотного |                    |                                      |
| 69  | ул. Литвиненко-Вольгемут                 | Станция метро «Дворец Спорта»          | бульв. Кольцова/ул. Зодчих - ул.Семьи Сосниных - ул. Академика Корольова - посп. Леся Курбаса - просп. Космонавта Комарова - ул. Борщаговская - ул. Вадима Гетьмана - Чоколовский бульв. - Севастопольская площадь - Воздухофлотский просп. - ул. Ваислия Липковского - ул. Льва Толстого - ул. Жилянская/ул. Саксаганского - ул. Шота Туставвели/ул.Еспланадная                                                                     |                    |                                      |
| 72  | Станция метро «Контрактовая площадь»     | просп. Свободы                         | ул. Межигорская/ул.Новокостянтиновская - просп. Степана Бандеры - ул. Семена Скляренка - ул. Сырецкая - ул. Кирилловская - ул. Вышгородская - ул. Осиповского/ул.Западынская - ул. Межевая - просп. Свободы |                    |                                      |
| 90  | площадь Валерия Марченка                 | ул. Григоровича-Барского               | ул. Стеценко - ул. Академика Туполева - ул. Салютная - ул. Даниила Щербакивского - ул. Эстонская - ул. Академика Туполева - просп. Победы - ул. Святошинская - ул. Жмеринская - ул. Героев Космоса - ул. Гнаты Юри - ул. Владимира Поктила/просп. Леся Курбаса - ул. Симиренко/ул. Зодчих |                    |                                      |
| 97  | Станция метро «Святошин»                 | массив Новобеличи                      | просп. Победы/ул.Депутатская - бульв. Академика Вернадского - просп. Академика Паладина - ул. Генерала Наумова - ул. Корсунская - ул. Клавдиевская - ул. Генерала Наумова - ул. Академика Булаховского |                    |                                      |
| 97к | Станция метро «Академгородок»            | массив Новобеличи                      | просп. Академика Паладина - ул. Генерала Наумова - ул. Академика Булаховского | Работает по будням |                                      |
| 119 | улица. Василия Касияна                   | Контрактовая площадь                   | улица. Героев Мариуполя - улица. Степана Рудницкого - улица. Самойло Кошки - улица. Юлии Здановськой - улица. Васильковская - улица. Маричанская - улица. Казацкая - улица. Демеевская - проспект. Валерия Лобановского - Севастопольская площадь - Воздухофлотский проспект. - улица. Вячеслава Черновола - улица. Глибочицкая - улица. Верхний Вал/улица. Нижний Вал - улица. Костянтиновская/улица. Межигорская                   |                    |                                      |
| 120 | Кибернетический центр                    | Станция метро «Васильковская»          | улица. Валеряна Подмогильного - проспект. Академика Глушкова , Одеський путепровод - Кольцевая дорога - улица. Лятошинського - улица. Василия Касияна - улица. Героев Мариуполя - улица. Докии Гуменой - улица. Степана Рудницкого - улица. Самойло Кошки - улица. Софии Ковалевской - улица. Юлии Здановськой - улица. Васильковская - Васильковская площадь - улица. Козацькая - улица. Василия Жуковського - улица. Васильковская |                    | работает з 8:00 до 17:00 каждый день |

| Режим         | №   | Начальный пункт                      | Конечный пункт                | Примечание                                                                      |
| ------------- | --- | ------------------------------------ | ----------------------------- | ------------------------------------------------------------------------------- |
| Коммунальный  | 8   | Станция метро «Красная площадь»      | ТЭЦ-2                         | Закрыт                                                                          |
| Коммунальный  | 36  | Станция метро «Дорогожичи»           | ул. Рилеева                   | Закрыт                                                                          |
| Коммунальный  | 56  | Станция метро «Выставочный центр»    | Станция метро «Академгородок» | Передан на обслуживание в автобусный парк №8                                    |
| Коммунальный  | 85  | ж/м "Ветряные Горы"                  | Станция метро «Лукьявновская» | Закрыт                                                                          |
| Коммунальный  | 88  | ул. Северная                         | Рыбальский полуостров         | Временное обслуживание в период с 23 марта 2018 года по 22 октября того же года |
| Коммунальный  | 102 | ул. Светлицкого                      | Кинотеатр "Братислава"        | Передан на обслуживание в автобусный парк №6                                    |
| Коммунальный  | 103 | Станция метро «Петровка»             | Станция метро «Шулявская»     | Закрыт                                                                          |
| Таксомоторный | 160 | ул. Симиренко                        | ул. Драйзера                  | Закрыт в 2008 году                                                              |
| Таксомоторный | 166 | ул. Академика Туполева               | Лукьяновская площадь          | Передан на обслуживание в автобусный парк №8                                    |
| Таксомоторный | 174 | Станция метро «Святошин»             | зал.ст. "Киев-Волынский"      | Закрыт                                                                          |
| Таксомоторный | 182 | просп. Свободы                       | Станция метро «Нивки»         | Передан на обслуживание в автобусный парк №8                                    |
| Таксомоторный | 184 | ул. Чернобыльская                    | Станция метро «Шулявская»     | Закрыт до 2006 года                                                             |
| Таксомоторный | 204 | Станция метро «Минская»              | Минский массив                | Закрыт в 2012 году                                                              |
| Таксомоторный | 208 | ул. Чернобыльская                    | Станция метро «Голосеевская»  | Передан на обслуживание в автобусный парк №8                                    |
| Таксомоторный | 228 | ул. Светлицкого                      | Станция метро «Университет»   | Передан на обслуживание в автобусный парк №8                                    |
| Таксомоторный | 217 | просп. Свободы                       | ст. м. «Лукьявновская»        | Закрыт 28 апреля 2017 года                                                      |
| Таксомоторный | 431 | Станция метро «Дорогожичи»           | ул. И. Сикорского             | Закрыт 11 января 2016 года                                                      |
| Таксомоторный | 453 | Станция метро «Контрактовая площадь» | Рыбальский полуостров         | Закрыт 10 июня 2013 года                                                        |
| Таксомоторный | 506 | пл. Шевченка                         | ул. Северная                  | Закрыт                                                                          |
| Таксомоторный | 532 | ул. Терещенковская                   | пл. Космонавтов               | Закрыт 10 октября 2014 года                                                     |
| Таксомоторный | 537 | площадь Тараса Шевченка              | Станция метро «Нивки»         | Передан на обслуживание в автобусный парк №8                                    |
| Пригородный   | 373 | Станция метро «Святошин»             | с. Копылов                    |                                                                                 |
| Пригородный   | 774 | Станция метро «Нивки»                | с. Лубянка                    |                                                                                 |

В таблице жирным отмечены маршруты, которые переданы в другие парки, но остаются действующими.